# Andrew Weaver (Radsportler)

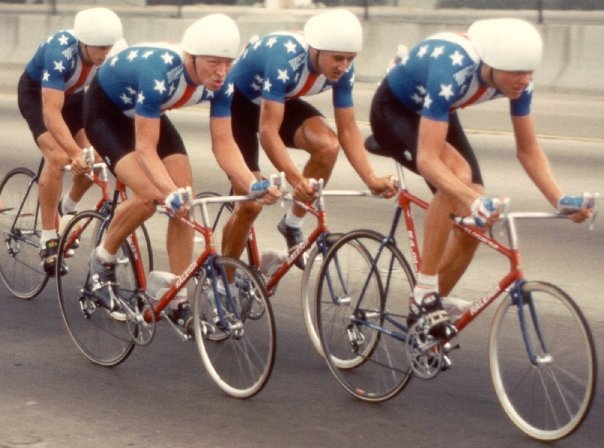
Andrew Weaver, Ron Kiefel, Davis Phinney und Roy Knickman 1984

Andrew Teisher „Andy“ Weaver (* 12. Februar 1959 in Columbus (Ohio)) ist ein ehemaliger US-amerikanischer Radrennfahrer und nationaler Meister im Radsport.

## Sportliche Laufbahn
Weaver war Teilnehmer der Olympischen Sommerspiele 1984 in Los Angeles. Er gewann mit Ron Kiefel, Davis Phinney und Roy Knickman im Mannschaftszeitfahren die Bronzemedaille.
Bei den Panamerikanischen Spielen 1979 siegte er im Mannschaftszeitfahren. Diesen Erfolg konnte er bei den Panamerikanischen Spielen 1983 wiederholen. In seiner Karriere gewann er neun nationale Titel im Radsport. 1978 gewann er den Titel im Einzelzeitfahren, ebenso 1982. Mehrfach siegte im Meisterschaftsrennen im Mannschaftszeitfahren. Bei seinen Starts in Europa siegte er 1983 auf einem Tagesabschnitt des Etappenrennens Tour du Loir-Et-Cher. 1986 und 1987 startete er ohne größere Erfolge als Berufsfahrer.

## Berufliches
Weaver erwarb einen Abschluss in Architektur. 1994 gründete er die Firma „Weaver+Associates Architects“ in Massachusetts.